# 宗形清氏
宗形 清氏（むなかた の きようじ）は、宗像大社（現在の福岡県宗像市）の初代大宮司。光遠親王、宗像清氏、清氏親王とも。
宇多天皇の皇子と伝わるが、伝承の域を出ない。
昌泰元年（898年）太政大臣、源清広の猶子となって源姓を賜り、正三位中納言の官位を得た後、延喜14年（914年）3月に宗像神社の宮司となり、天慶元年（938年）まで務めたとされる。
子孫は大宮司職を世襲する。子に宗形氏男など。母は藤原継蔭の娘、又若子。
清氏ははじめ光遠親王といい、古代豪族の宗形千世が、難波氏を賜り宗像の地を去ると、宗像神社宮司に就任した際に宗形清氏と改名したとされる。
出自について宇多天皇の末子とも、第4子とも、また弟という説があり、宮司就任が914年と天皇と同時代であることは窺える。